# Зеленоградск
Зеленоградск (на руски: Зеленоградск) е град в Русия, административен център на Зеленоградски район, Калининградска област. Населението на града към 1 януари 2018 е 15 644 души.